# 1791年の相撲
1791年の相撲（1791ねんのすもう）は、1791年の相撲関係のできごとについて述べる。

## できごと
江戸相撲の4月場所は雨天のために2か月延期されたが、初日前に上覧相撲が入った。横綱に推挙された谷風梶之助・小野川喜三郎に加え、無類力士として名高い雷電為右衛門が加わり、江戸相撲は最初の絶頂期を迎えた。

## 興行
- 上覧相撲[2]
  - 将軍徳川家斉上覧
  - 上覧場所:江戸城吹上苑
  - 上覧日:7月11日（旧6月11日）
- 4月場所（江戸相撲）[3]
  - 興行場所:本所回向院
  - 7月22日（旧6月22日）より晴天10日間興行
- 8月場所（大坂相撲）[1]
  - 興行場所:難波新地
  - 9月12日（旧8月15日）より興行
- 11月場所（江戸相撲）[4]
  - 興行場所:本所回向院
  - 12月10日（旧11月15日）より晴天10日間興行